# بيونغيانغ
بيونغيانغ (هانغل: 평양، وبالهانجا: 平壤) هي عاصمة جمهورية كوريا الشعبية (كوريا الشمالية) وأكبر مدنها، وطلق عليها أحيانًا اسم "عاصمة الثورة" (혁명의 수도). وتعني كلمة بيونغ يانغ الكورية (الأرض المسطحة) باللغة العربية؛[بحاجة لمصدر] إشارة إلى السهل الفسيح الذي تقع فيه المدينة في شمال غرب البلاد ويشقها نهر دايدونغ؛ تقع بيونغ يانغ على نهر تايدونغ على بعد حوالي 109 كم (68 ميلًا) من مصبه على البحر الأصفر. ووفقًا لتعداد السكان لعام 2008، يبلغ عدد سكانها 3,255,288 نسمة. وهي من أكبر المراكز الصناعية والثقافية في كورية الشمالية وتضم المراكز الرئيسية لحزب العمال الشيوعي الذي يسيطر على الحكومة، بيونغ يانغ هي مدينة خاضعة للإدارة المباشرة (직할시 ؛直轄市؛ chikhalsi) ولها وضع مماثل لوضع مقاطعات كوريا الشمالية. فيما يبلغ عدد سكان العاصمة عام 2008 نحو 3,255,388 نسمة.
وقد أسسها دانكون الجد في القرن الثلاثين ق.م فيما أعاد تأسيسها كيم إيل سونغ عام 1945 وتعتبر أقدم مدينة في تاريخ شبه الجزيرة الكورية فقد كانت عاصمة لإحدى الأسر القديمة التي حكمت عام 2333 ق.م وفي عام 1945 قسمت كوريا إلى قسمين شمالي وجنوبي، فصارت بيونغ يانغ عاصمة كورية الشمالية. وترتفع المدينة قرابة 83 متر عن سطح البحر فيما تعتبر مركزاً كبيراً للنسيج والصناعات الغذائية نظراً لوجود مناجم الفحم فيها.

## التسمية
بيونغيانغ تعني حرفياً في اللغة الكورية «الأرض المسطحة»، وأحد الأسماء التاريخية العديدة لبيونغيانج هي ريوغيونغ أو «مدينة الصفصاف» وذلك لانتشار شجر صفصاف بكثرة في المدينة، وما زالت العديد من مباني العاصمة الكورية الشمالية تحمل إسم «ريوغيونغ» وأشهرهم فندق ريوغيونغ، ومع بداية القرن الـ20 كانت بيونغيانغ تعرف بين أعضاء الإرساليات الغربية باسم «أوروشليم الشرق» وذلك بسبب مكانتها التاريخية كحاضنة وحصن للمسيحيين وبالأخص البروتستانت.

## التاريخ

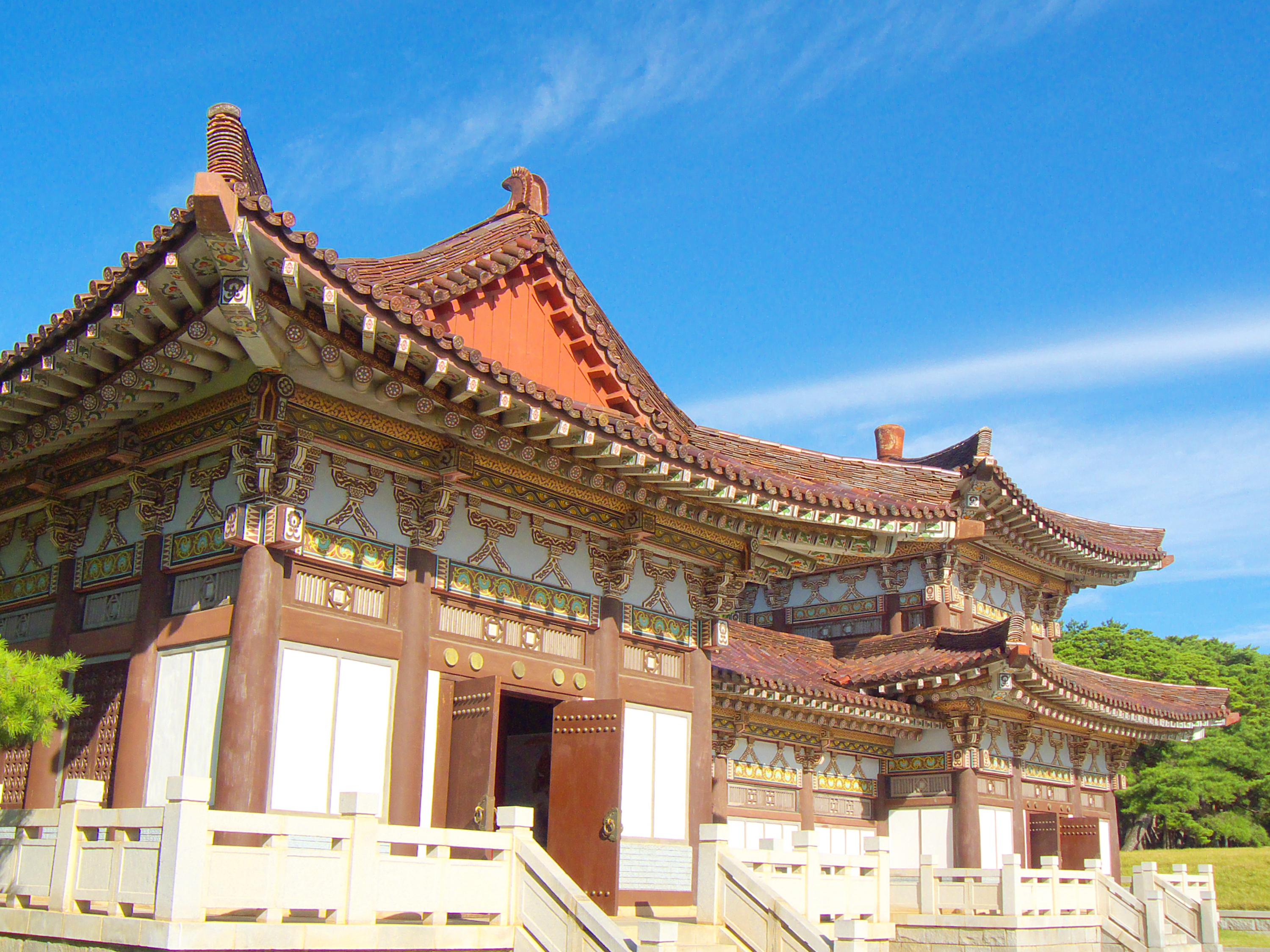
قبر الملك دونغميونغ

### ما قبل التاريخ
في عام 1955، اكتشف علماء الآثار أدلة على وجود مساكن ما قبل التاريخ في قرية قديمة كبيرة في منطقة بيونج يانج، تسمى كومتان-ني، والتي يرجع تاريخها إلى فترتي الفخار جول مون ومومون.
يربط الكوريون الشماليون بيونج يانج بالمدينة الأسطورية "أسادال"، أو وانجيوم-سيونج، عاصمة غوجوسون ("جوسون القديمة") الأولى في الألفية الثانية قبل الميلاد وفقًا للتأريخ الكوري بدءًا من سامجوك يوسا في القرن الثالث عشر.
ابتدأ تاريخ مدينة بيونغ يانغ منذ أوائل القرن الثلاثين ق م، حين أقام دانكون، أول ملوك الأمة، كوريا الغابرة – أول دولة كورية في التاريخ – وحدد بيونغ يانغ عاصمة لها.
وبعد تأسيس كوريا الشمالية على يد كيم إيل سونغ في أغسطس 1945، أصبحت بيونغيانغ عاصمة للدولة الوليدة وخلال الحرب الكورية التي دامت ثلاث سنوات (1950-1953)، قصف الأمريكيون المدينة قصفا عشوائيًا، فقد ألقوا عليها أكثر من 000, 428 قنبلة هذا الذي يزيد عن عدد سكان بيونغ يانغ في ذلك الحين، مما أحالها إلى كومة من الرماد. بيد أن الشعب الكوري صفّى جراح الحرب تماما خلال مدة وجيزة لا تزيد عشرة أعوام.
تحولت بيونغ يانغ اليوم إلى مركز للسياسة والاقتصاد والثقافة في البلاد، وإلى مدينة شابة، مدينة عصرية. بنيت أجزاء قلب المدينة متمحورة على ساحة كيم إيل سونغ تطل عليها دار الدراسة الشعبية الكبرى التي تنهض بمهابة فوق ربوة نامسان لتشكل محوراً للمباني الموزعة في العاصمة.
والشوارع المتشكلة من قلب العاصمة وإلى أطرافها تم ترتيبها ضمانا لظروف العمل والإقامة والاستراحة للسكان على وجه الرضى. ومنذ السبعينات من القرن الماضي، توالى بناء شوارع جديدة، مثل تشوليما ومونسو وتشانغكوانغ وكوانغبوك وتونغئيل وتشونغتشون، بحيث تجددت ملامح بيونغ يانغ بصورة عامة.
توجد في مختلف أرجاء بيونغ يانغ مواقع الآثار التاريخية الثورية والأنصاب والأبراج التذكارية، مثل موقع الآثار التاريخية الثورية في مانكيونغداي، وقصر كومسوسان التذكاري، ومتحف الثورة الكورية، والنصب التذكاري الضخم على تلة مانسو، وبرج فكرة زوتشيه، وقوس النصر، والنصب التذكاري لتأسيس الحزب. وتدل كلها على التقاليد الكفاحية الباهرة لأبناء الشعب الكوري وتاريخهم المجيد.
كانت بيونغ يانغ، قبل استعادة الوطن، مدينة استهلاكية تتصف بالصناعة الحرفية والزراعة والتجارة المتخلفة، إلا أنها تحولت اليوم إلى مدينة إنتاجية مقتدرة ذات الصناعة الثقيلة والصناعة الخفيفة الحديثة والزراعة المتطورة.
تكون في بيونغ يانغ مؤسسات حديثة للتعليم والثقافة والصحة والمرافق الرياضية والثقافية، ومعاهد الأبحاث العلمية.
بما أن بيونغ يانغ هي أحد مهود البشرية في العالم ومنبع «لثقافة دايدونغكانغ» كإحدى الثقافات الخمس في العالم، تحتفظ بعديد من الآثار التاريخية والأوابد الأثرية لمجتمعات بدائية وقديمة ووسطى تعود إلى مليون سنة، وعلى رأسها آثار كومونمورو بقضاء سانغوون.

## الجغرافيا

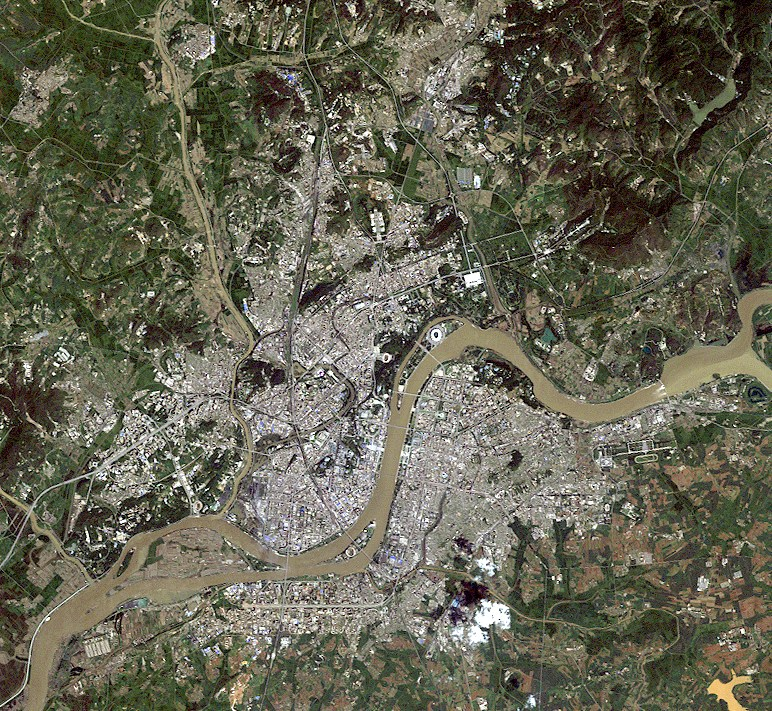
صورة بالأقمار الصناعية للمدينة

ترتفع بيونغيانغ عن سطح البحر 84 مترا وتحيط بها سلسلة من الجبال المنخفضة أشبه ما تكون بالستارة المسدلة (بالبرافان) وتنبسط الحقول المترامية وتسيل مياه نهر دايدونغ الرقراقة في مجرى متعرج يخترق قلب المدينة، مكونة شتى المناظر والمشاهد الطبيعية الخلابة، فإنها مشهورة بمناظرها الطبيعية منذ قديم الزمن.

### المناخ
المناخ في بيونغيانغ قاري رطب، يتميز بكونه بارد، مع رياح جافة قادمة من سيبيريا مما يجعل الطقس بارد، فتكون الحرارة باردة وتصل لحد التجمد 0&°C خلال الفترة المتراوحة بين نوفمبر وأوائل مارس، مع أن معدل الحرارة خلال النهار تتجاوز درجة التجمد ببضع درجات في أغلب الأشهر باستثناء شهر جانفي. الشتاء عموما أكثر جفافا من فصل الصيف، مع أيام مثلجة تصل إلى 37 يوم كمعدل لتهاطل الثلوج.
الانتقال من فصل الشتاء البارد والجاف إلى الصيف الدافئ والرطب يكون سريعا في الفترة المتراوحة بين أبريل وأوائل شهر ماي، ثم يعود بشكل مفاجئ من جديد إلى حالة الشتاء خلال أواخر أكتوبر ونوفمبر.
الصيف عادة حار ورطب، مع الرياح الآسوية الموسمية القادمة من الشرق التي تأتي خلال شهر جوان وتمتد إلى شهر أوت، وهما إلى جانب ذلك يعدان من أسخن الأشهر خلال السنة، حيث يكون معدل الحرارة بين 21 و 25 °C، أما في النهار فتتجاوز أكثر من 30 °C.
| البيانات المناخية لـبيونغ يانغ (المعدلات الطبيعية 1991-2020، والظروف المتطرفة 1961-الحاضر)        | البيانات المناخية لـبيونغ يانغ (المعدلات الطبيعية 1991-2020، والظروف المتطرفة 1961-الحاضر) | البيانات المناخية لـبيونغ يانغ (المعدلات الطبيعية 1991-2020، والظروف المتطرفة 1961-الحاضر) | البيانات المناخية لـبيونغ يانغ (المعدلات الطبيعية 1991-2020، والظروف المتطرفة 1961-الحاضر) | البيانات المناخية لـبيونغ يانغ (المعدلات الطبيعية 1991-2020، والظروف المتطرفة 1961-الحاضر) | البيانات المناخية لـبيونغ يانغ (المعدلات الطبيعية 1991-2020، والظروف المتطرفة 1961-الحاضر) | البيانات المناخية لـبيونغ يانغ (المعدلات الطبيعية 1991-2020، والظروف المتطرفة 1961-الحاضر) | البيانات المناخية لـبيونغ يانغ (المعدلات الطبيعية 1991-2020، والظروف المتطرفة 1961-الحاضر) | البيانات المناخية لـبيونغ يانغ (المعدلات الطبيعية 1991-2020، والظروف المتطرفة 1961-الحاضر) | البيانات المناخية لـبيونغ يانغ (المعدلات الطبيعية 1991-2020، والظروف المتطرفة 1961-الحاضر) | البيانات المناخية لـبيونغ يانغ (المعدلات الطبيعية 1991-2020، والظروف المتطرفة 1961-الحاضر) | البيانات المناخية لـبيونغ يانغ (المعدلات الطبيعية 1991-2020، والظروف المتطرفة 1961-الحاضر) | البيانات المناخية لـبيونغ يانغ (المعدلات الطبيعية 1991-2020، والظروف المتطرفة 1961-الحاضر) | البيانات المناخية لـبيونغ يانغ (المعدلات الطبيعية 1991-2020، والظروف المتطرفة 1961-الحاضر) |
| الشهر                                                                                             | يناير                                                                                      | فبراير                                                                                     | مارس                                                                                       | أبريل                                                                                      | مايو                                                                                       | يونيو                                                                                      | يوليو                                                                                      | أغسطس                                                                                      | سبتمبر                                                                                     | أكتوبر                                                                                     | نوفمبر                                                                                     | ديسمبر                                                                                     | المعدل السنوي                                                                              |
| ------------------------------------------------------------------------------------------------- | ------------------------------------------------------------------------------------------ | ------------------------------------------------------------------------------------------ | ------------------------------------------------------------------------------------------ | ------------------------------------------------------------------------------------------ | ------------------------------------------------------------------------------------------ | ------------------------------------------------------------------------------------------ | ------------------------------------------------------------------------------------------ | ------------------------------------------------------------------------------------------ | ------------------------------------------------------------------------------------------ | ------------------------------------------------------------------------------------------ | ------------------------------------------------------------------------------------------ | ------------------------------------------------------------------------------------------ | ------------------------------------------------------------------------------------------ |
| الدرجة القصوى °م (°ف)                                                                             | 12.0 (53.6)                                                                                | 17.3 (63.1)                                                                                | 22.4 (72.3)                                                                                | 29.1 (84.4)                                                                                | 34.0 (93.2)                                                                                | 35.8 (96.4)                                                                                | 36.9 (98.4)                                                                                | 37.9 (100.2)                                                                               | 32.5 (90.5)                                                                                | 30.0 (86.0)                                                                                | 26.0 (78.8)                                                                                | 15.0 (59.0)                                                                                | 37.9 (100.2)                                                                               |
| متوسط درجة الحرارة الكبرى °م (°ف)                                                                 | −0.4 (31.3)                                                                                | 3.1 (37.6)                                                                                 | 9.7 (49.5)                                                                                 | 17.6 (63.7)                                                                                | 23.5 (74.3)                                                                                | 27.5 (81.5)                                                                                | 29.1 (84.4)                                                                                | 29.6 (85.3)                                                                                | 25.7 (78.3)                                                                                | 18.8 (65.8)                                                                                | 9.7 (49.5)                                                                                 | 1.4 (34.5)                                                                                 | 16.3 (61.3)                                                                                |
| المتوسط اليومي °م (°ف)                                                                            | −5.4 (22.3)                                                                                | −2.0 (28.4)                                                                                | 4.0 (39.2)                                                                                 | 11.4 (52.5)                                                                                | 17.4 (63.3)                                                                                | 21.9 (71.4)                                                                                | 24.7 (76.5)                                                                                | 25.0 (77.0)                                                                                | 20.2 (68.4)                                                                                | 12.9 (55.2)                                                                                | 4.8 (40.6)                                                                                 | −2.9 (26.8)                                                                                | 11.0 (51.8)                                                                                |
| متوسط درجة الحرارة الصغرى °م (°ف)                                                                 | −9.8 (14.4)                                                                                | −6.6 (20.1)                                                                                | −0.9 (30.4)                                                                                | 5.9 (42.6)                                                                                 | 12.0 (53.6)                                                                                | 17.4 (63.3)                                                                                | 21.4 (70.5)                                                                                | 21.5 (70.7)                                                                                | 15.6 (60.1)                                                                                | 7.8 (46.0)                                                                                 | 0.5 (32.9)                                                                                 | −6.8 (19.8)                                                                                | 6.5 (43.7)                                                                                 |
| أدنى درجة حرارة °م (°ف)                                                                           | −26.5 (−15.7)                                                                              | −23.4 (−10.1)                                                                              | −16.1 (3.0)                                                                                | −6.1 (21.0)                                                                                | 2.2 (36.0)                                                                                 | 7.0 (44.6)                                                                                 | 11.1 (52.0)                                                                                | 12.0 (53.6)                                                                                | 3.6 (38.5)                                                                                 | −6.0 (21.2)                                                                                | −14.0 (6.8)                                                                                | −22.8 (−9.0)                                                                               | −26.5 (−15.7)                                                                              |
| الهطول مم (إنش)                                                                                   | 9.6 (0.38)                                                                                 | 14.5 (0.57)                                                                                | 23.9 (0.94)                                                                                | 44.8 (1.76)                                                                                | 74.7 (2.94)                                                                                | 90.2 (3.55)                                                                                | 274.7 (10.81)                                                                              | 209.6 (8.25)                                                                               | 90.8 (3.57)                                                                                | 47.2 (1.86)                                                                                | 38.4 (1.51)                                                                                | 18.0 (0.71)                                                                                | 936.4 (36.87)                                                                              |
| متوسط أيام هطول الأمطار (≥ 0.1 mm)                                                                | 3.9                                                                                        | 3.7                                                                                        | 4.2                                                                                        | 5.8                                                                                        | 7.1                                                                                        | 7.9                                                                                        | 12.5                                                                                       | 10.1                                                                                       | 6.3                                                                                        | 5.8                                                                                        | 7.1                                                                                        | 5.7                                                                                        | 80.1                                                                                       |
| متوسط الأيام المثلجة                                                                              | 5.4                                                                                        | 4.0                                                                                        | 1.8                                                                                        | 0.3                                                                                        | 0.0                                                                                        | 0.0                                                                                        | 0.0                                                                                        | 0.0                                                                                        | 0.0                                                                                        | 0.1                                                                                        | 1.9                                                                                        | 5.5                                                                                        | 19.0                                                                                       |
| متوسط الرطوبة النسبية (%)                                                                         | 69.1                                                                                       | 65.0                                                                                       | 62.5                                                                                       | 60.4                                                                                       | 65.3                                                                                       | 72.2                                                                                       | 81.1                                                                                       | 80.6                                                                                       | 75.3                                                                                       | 72.0                                                                                       | 72.2                                                                                       | 70.6                                                                                       | 70.5                                                                                       |
| ساعات سطوع الشمس الشهرية                                                                          | 184                                                                                        | 197                                                                                        | 231                                                                                        | 237                                                                                        | 263                                                                                        | 229                                                                                        | 181                                                                                        | 204                                                                                        | 222                                                                                        | 214                                                                                        | 165                                                                                        | 165                                                                                        | 2٬492                                                                                      |
| متوسط مؤشر الأشعة فوق البنفسجية                                                                   | 2                                                                                          | 3                                                                                          | 4                                                                                          | 6                                                                                          | 7                                                                                          | 8                                                                                          | 9                                                                                          | 9                                                                                          | 7                                                                                          | 4                                                                                          | 2                                                                                          | 1                                                                                          | 5                                                                                          |
| المصدر #1: إدارة الأرصاد الجوية الكورية                                                           |                                                                                            |                                                                                            |                                                                                            |                                                                                            |                                                                                            |                                                                                            |                                                                                            |                                                                                            |                                                                                            |                                                                                            |                                                                                            |                                                                                            |                                                                                            |
| المصدر #2: Pogodaiklimat.ru (extremes), Deutscher Wetterdienst (sun, 1961–1990) and Weather Atlas |                                                                                            |                                                                                            |                                                                                            |                                                                                            |                                                                                            |                                                                                            |                                                                                            |                                                                                            |                                                                                            |                                                                                            |                                                                                            |                                                                                            |                                                                                            |

## التقسيمات الإدارية
لم تكن بيونغيانغ العاصمة الرسمية للبلاد في العقود الأولى لإنشاء الدولة الكورية الشمالية، حيث كانت الحكومة الكورية الشمالية تعتبر نفسها السلطة الحاكمة الوحيدة على كامل أراضي شبه الجزيرة الكورية وترى بأن سيول هي عاصمة البلاد وتعتبرها واقعة تحت الاحتلال الأميركي وعملائه الكوريين، واستمر هذا الوضع حتى عام 1972 حيث تمَت تسمية بيونغيانغ عاصمة للدولة الكورية الشمالية.

### الأحياء
تنقسم مدينة بيونغ يانغ إلى 19 حيًا (كو أو جايوك) (المدينة نفسها)، ومقاطعتين (كون أو غون)، وحي واحد (دونغ):
- تشونغ غيوك (중구역 ;中區域)
- بيونجتشون-جويوك (평천구역 ;平川區域)
- بوتونججانج جويوك (보통강구역 ;普通江區域)
- مورانبونج جويوك (모란봉구역 ;牡丹峰區域)
- سونج جويك (서성구역 ;西城區域)
- سونجيو غيوك (선교구역 ;船橋區域)
- تونجداوون جويك (동대원구역 ;東大院區域)
- تايدونغقانغ غويك (대동강구역 ;大同江區域)
- سادونج جويك (사동구역 ;寺洞區域)
- تايسونغ غويوك (대성구역 ;大城區域)
- مانجيونج داي جويوك (만경대구역 ;萬景台區域)
- هيونججيسان-جويوك (형제산구역 ;兄弟山區域)
- هواسونج جويوك (화성구여 ;和盛區域)
- ريونج سونج جويوك (룡성구역 ;龍城區域)
- سامسوك-جويوك (삼석구역 ;三石區域)
- ريوكبو-جويوك (력포구역 ;力浦區域)

'راكرانج جويوك (락랑구역 ;樂浪區域)
- سونان غيوك (순안구역 ;順安區域)
- أونجونج جويوك (은정구역 ;恩情區域)
- مقاطعة كانجدونج (강동군 ;江東郡)
- محافظة كانغنام (강남군 ;江南郡)
- بانغهين دونغ (방현동 ;方峴洞)

ذكرت تقارير إعلامية أجنبية في عام 2010 أن كانجنام-جون، وتشونجهوا-جون، وسانجوون-جون، وسونغهو-جويوك قد تم نقلهم إلى إدارة مقاطعة هوانغهاي الشمالية المجاورة. ومع ذلك، أعيد كانجنام-جون إلى بيونغ يانغ في عام 2011.

## الثقافة

بانوراما لبيونج يانج كما نراها من برج جوتشي في أبريل 2012

تتغير ملامح بيونغ يانغ مع مر الأيام كمدينة أكثر جمالًا وحداثة، هذه التغيرات ترتبط بمساعي المصممين في هذا المعهد، تم تأسيس هذا المعهد في عام 1947، يشمل هذا المعهد غرف التصاميم وغرفة فحص التصميمات ويتزود بالوسائل الحديثة القابلة لوضع التصميمات بدقة وخلال زمن قصير مهما كانت ضخمة ومعقدة. وانطلق المصممون في هذا المعهد في وضع التصاميم لبناء مدينة بيونغ يانغ كعاصمة كوريا الديمقراطية الجديدة بعد إزالة متخلفات الحكم الاستعماري للإمبريالية اليابانية لمدة أكثر من 40 سنة، فأكملوا بتضافر قواهم وذكائهم وضع تصاميم الصروح المعمارية العديدة مثل المبنى الأول لجامعة كيم إيل سونغ ومدرسة مانكيونغداي الثورية ومسرح مورانبونغ.
وفي فترة حرب التحرير الوطنية (1950-1953) وضعوا الخطة العامة لإعادة إعمار وبناء مدينة بيونغ يانغ، يحدوهم الإيمان الثابت بالانتصار في الحرب، وبعد الحرب عملوا ليل نهار لإكمال التصميمات، متصورين بيونغ يانغ الجديدة التي ستبنى بصورة رائعة في مواقع الشوارع والبيوت السكنية المدمرة تدميراً ماحقا.
وفي عام 1958، أدخلوا طريقة جديدة في بناء البيوت، حتى أسهموا في بناء أكثر من 20800 شقة سكنية في غضون سنة واحدة، وذلك بمواد البناء والنفقات المطلوبة لبناء 7000 شقة.
فيما بعد قاموا بوضع تصميمات العمارات المتخصصة لميادين العلوم والتعليم والصحة العامة والنشر والرياضة في مدينة بيونغ يانغ بصورة متميزة، بما فيها متحف الثورة الكورية وجامعة كيم تشايك للصناعات الهندسية وقصر مانكيونغداي للتلاميذ والأطفال ودار بيونغ يانغ للتوليد وملعب الأول من أيار وقصر الشعب للثقافة ومسرح بيونغ يانغ الشرقية الكبير وفندق كوريو ودار تشانغكوانغ للصحة وضريح الملك دونغميونغ، ووضعوا بنجاح تصاميم شوارع راكواون وبيبا وتشانغكوانغ وكوانغبوك وتونغئيل وغيرها.
والمنازل السكنية في شارعي مانسوداي وتشانغزون الذين تم إكمالهما في تشرين الأول عام 2009 وفي حزيران عام 2012 هي أيضًا مشبعة بجهودهم الكبيرة.
والمكتبة الإلكترونية التابعة لجامعة كيم تشايك للصناعات الهندسية، المبنية مؤخرًا ومزرعة بيونغ يانغ الآلية للخنزير ومصنع بيونغ يانغ لأغذية الأطفال ومصنع بيونغ يانغ لتحويل دقيق القمح ومصنع دايدونغكانغ للأغذية وغيرها من المصانع والمؤسسات التي تم إعادة بنائها بما يواكب عملياتها الإنتاجية، كلها تم وضع تصاميمها من قبلهم.

### المتنزهات
أعيد تصميم العاصمة بشكل كامل بعد انتهاء الحرب الكورية (1950-1953)، وقد صممت بشوارع عريضة، تماثيل ضخمة وأبنية متجانسة، وأكبر مبنى في المدينة هو فندق ريوغيونغ غير المكتمل والذي يرتفع بعلو 330 متر ويضم 105 طوابق ويمتد على مساحة 361 ألف متر مكعب.
أما أبرز معالم المدينة بجانب فندق ريونغونغ هي:
- معبد الشمس في مامسوسان
- برج جوتشي
- قوس النصر المستوحى من قوس النصر في باريس
- مكان ولادة كيم إيل سونج في تلة مونغيونغداي.
- مجمَع كيم إيل سونغ
- فندق رانغودو الجولي

أكبر ملعبين:
- مدرج رانغودو الأول من مايو
- ملعب كيم إيل سونغ الرياضي

### المطبخ

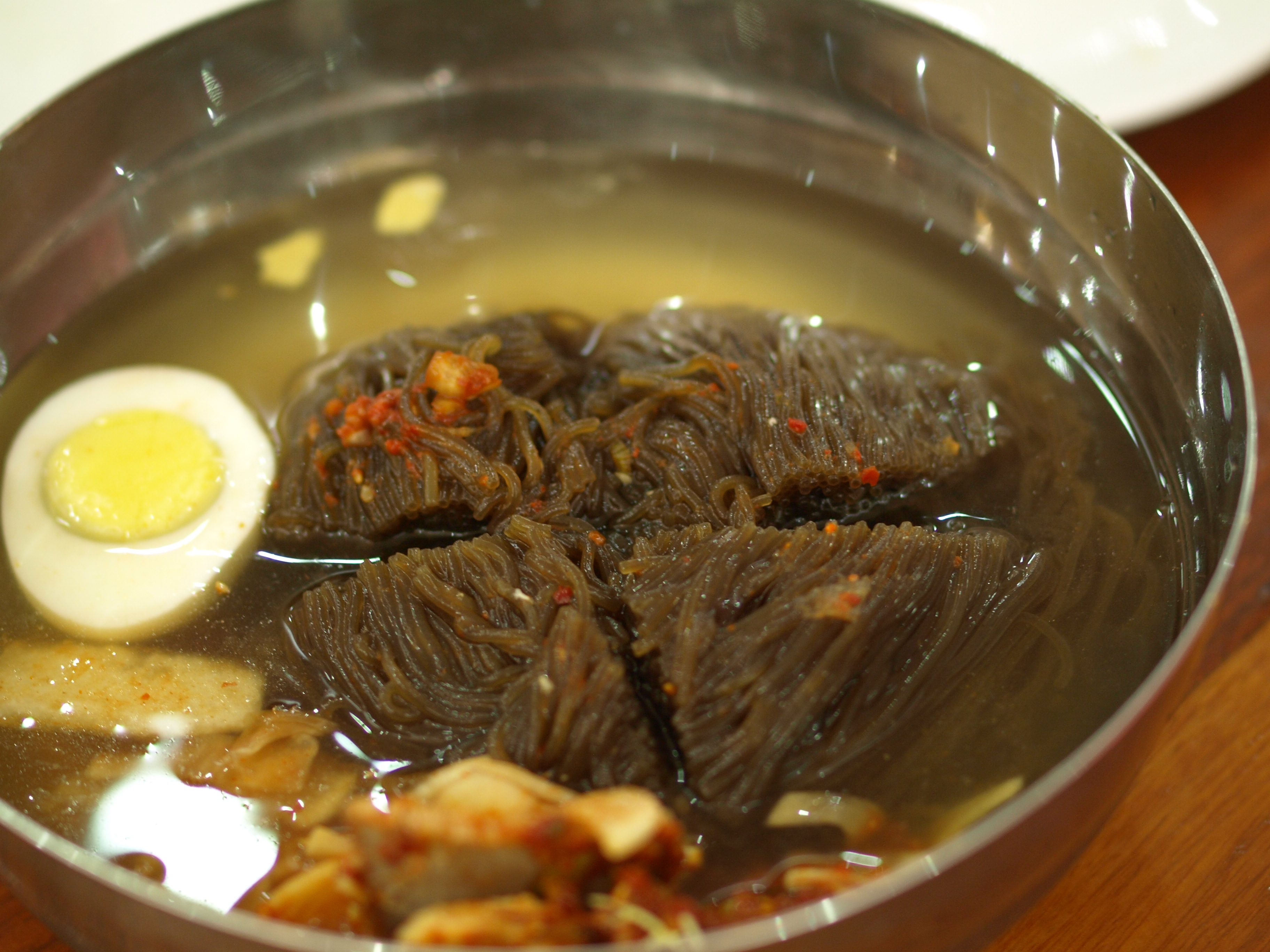
Pyongyang naengmyeon، حساء معكرونة الحنطة السوداء البارد الذي يحضر في بيونغ يانغ

كانت بيونغيانغ عاصمة إقليم بيونغان حتى العام 1946 ميلادي، وبيونغيانغ تشاطر تقاليد الطهي العامة لإقليم بيونغان. الوجبة المحلية الأكثر شهرة هي بيونغ يانغ ننغميان أو تسمى مول ننغغميان أو ببساطة ننغميان. وهي تعني حرفيا «المعكرونة الباردة». وضع اللاحقة «مول» يشير إلى الماء بسبب أن الطبق يقدم في ماء بارد. الننغميان تتكون من معكرونة الحنطة السوداء الرقيقة والمطاطية في مرق اللحم البارد وتعلوها شريحة من الكمثرى (الإجاص)الكروية حلوة المذاق.
طبق آخر يمثل بيونغ يانغ هو «تيدونغغ سينجوجك» يترجم بـ «حساء سمك السلمون المرقط من نهر تايدونغ». ويتميز هذا الحساء بسمك السلمون المرقط (الوفير في نهر تايدونغ) مع حبوب الفلفل الأسود والملح. وهي تقدم كمجاملة للضيوف المهمين الذين يأتون لزيارة بيونغ يانغ.
آخر التخصصات المحلية هي اونبان بيونغ يانغ والتي تعني حرفيا «الأرز الدافئ في بيونغ يانغ» وهو يضم الأرز الطازج المطبوخ وتعلوه شرائح الفطر والدجاج، وقليل من البينداتوك (وهي الفطائر المصنوعة من لوبيا الأرض الذهبية والخضروات).
المطاعم الشهيرة في المدينة تشمل أوكريوغوان (Okryugwan) و (Ch'ongryugwan) تشونغريوغوان.

## الرياضة
تحتوي بيونغيانغ على العديد من الأندية الرياضية وأبرزها نادي الخامس والعشرين من أبريل ونادي مدينة بيونغيانغ الرياضي، وتعتبر كرة القدم الرياضة الشعبية الأولى في العاصمة الكورية الشمالية.

## النقل والموصلات

### القطار المحلي
تصل محطة بيونغيانغ للقطارات المدينة بخط سكك الحديد الرئيسي وأهمهما خطي بيونغاي وبيونغبو.

### القطار الدولي
يصل خط القطار الدولي العاصمة الكورية الشمالية بمدينتي بكين وموسكو، حيث تستغرق الرحلة عبر القطار من بيونغيانغ إلى بيكين 25 ساعة و 25 دقيقة، بينما تستغرق الرحلة إلى موسكو ستة أيام.

### المترو ونظام الحافلات

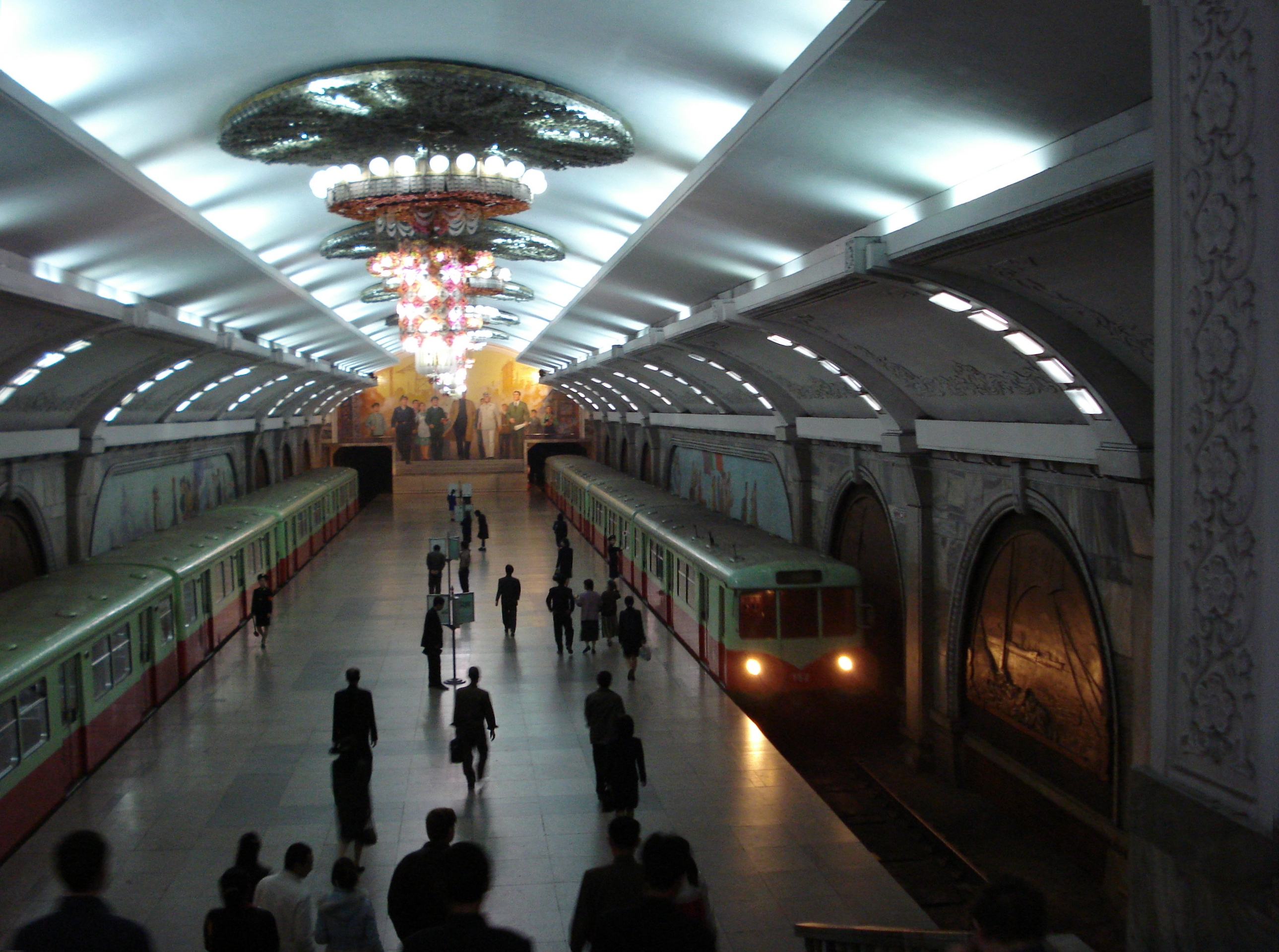
محطة مترو بيونغ يانغ

يتألف مترو بيونغيانغ من خطين ويمتد بطول 22.5 كلم، كما يتواجد خط لحافلات الترامواي بطول 53 كلم وآخر للترولي باص بطول 150 كلم.

### السيارات
تتضائل أعداد السيارات بالعاصمة الكورية الشمالية بفعل الحصار الدولي المفروض على البلاد، ويعتبر اقتناء السيارات الخاصة امتيازاً ينحصر اجمالاً بشخصيات الحزب الحاكم.

### المواصلات الجوية
يتواجد في بيونغيانغ مطاران هما مطار سينان الدولي ومطار ميريم المقفل جزئياً، وتسيطر شركة كوريو للطيران المملوكة من الحكومة على مجال النقل الجوي في البلاد، لكن تقتصر رحلاتها الدولية بفعل الحصار إلى الصين، روسيا، ماليزيا والكويت كما تسيّر بعض الرحلات الداخلية، ومنذ عام 2008 بادرت شركة الطيران الصينية بتسيير رحلات على خط بكين-بيونغيانغ.

## الدين
تؤثر البوذية بشكل كبير في بيونج يانج ولكن نجد أن نسبة البوذيين لا تتعدي ال14% عموما من إجمالي عدد السكان
بينما نجد أن حوالي 65 % من السكان ملحدين «لا يؤمنون بأي دين» وتتعدد الديانات كالمسيحية وغيرها بنسب بسيطة من الإجمالي.

## مدن توأمة
ترتبط بيونج يانج بعلاقات توأمة مع:
- بغداد، العراق
- شيانغ ماي، تايلاند
- دبي، الإمارات العربية المتحدة

 جاكرتا، إندونيسيا
- كاتماندو، نيبال
- موسكو، روسيا
- تيانجين، الصين
- أولان باتور، منغوليا[27]

## معرض الصور

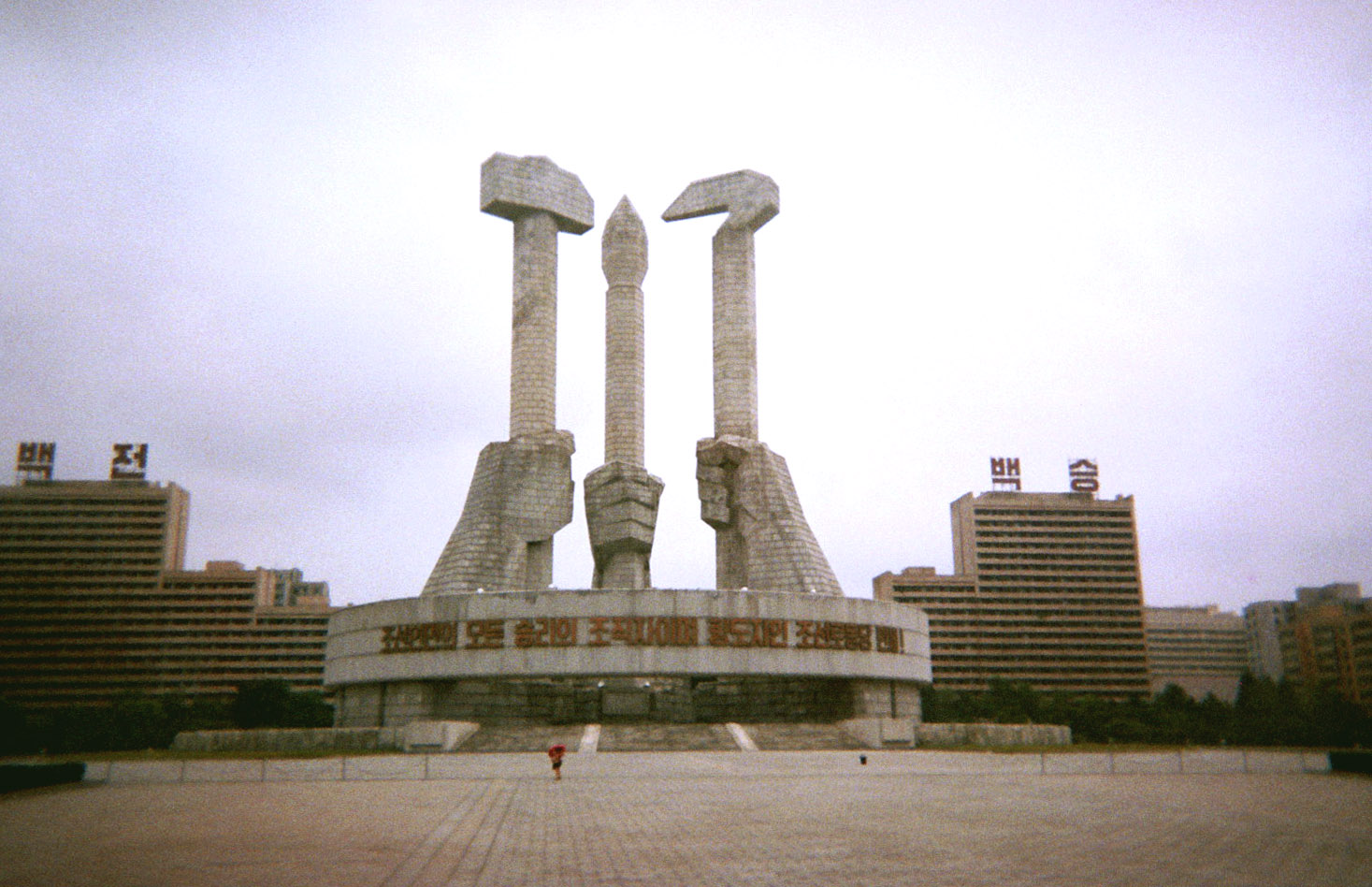
نصب تذكاري لتأسيس حزب العمال الكوري